# Kalkwerk Hermsdorf

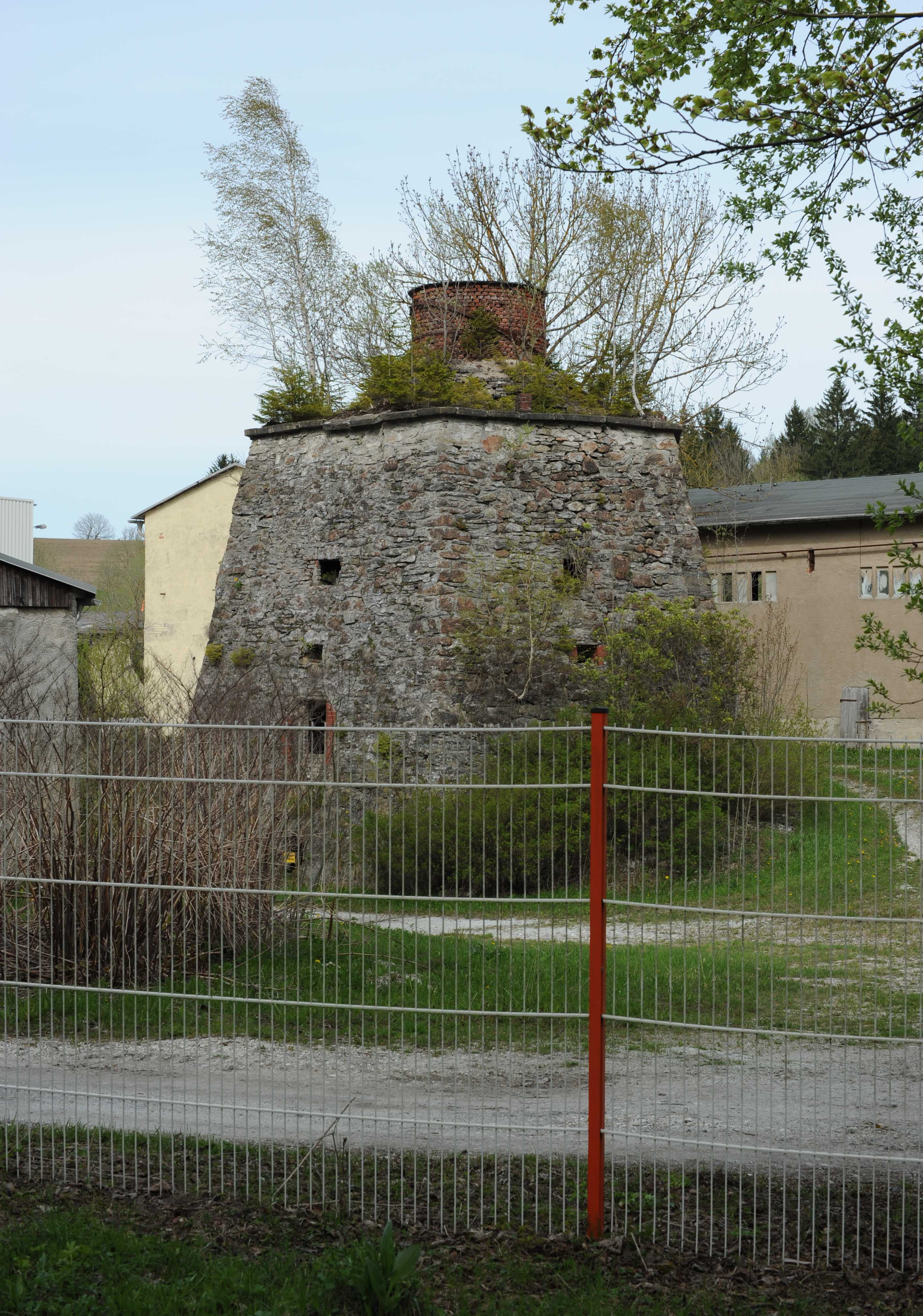
Alter Kalkofen bei Hermsdorf

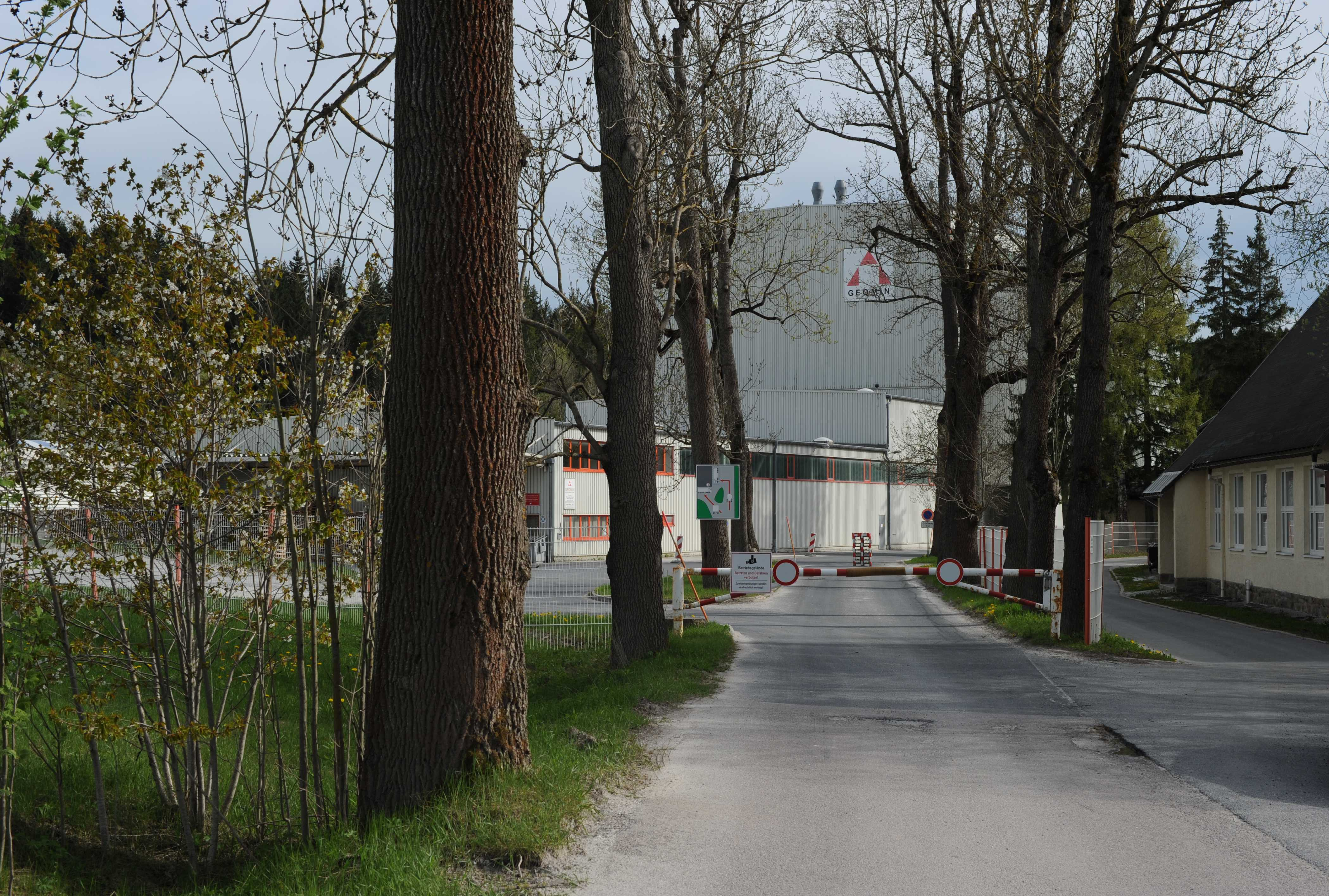
Moderne Produktionsanlagen im Gelände des historischen Kalkwerks (2021)

Das Kalkwerk Hermsdorf war ein Kalk-Bergwerk südwestlich der sächsischen Gemeinde Hermsdorf im Osterzgebirge. Die Anfänge des Kalkabbaus lassen sich urkundlich bis ins 16. Jahrhundert zurückverfolgen. Die Förderung wurde zum Jahresende 2016 eingestellt.

## Geschichte

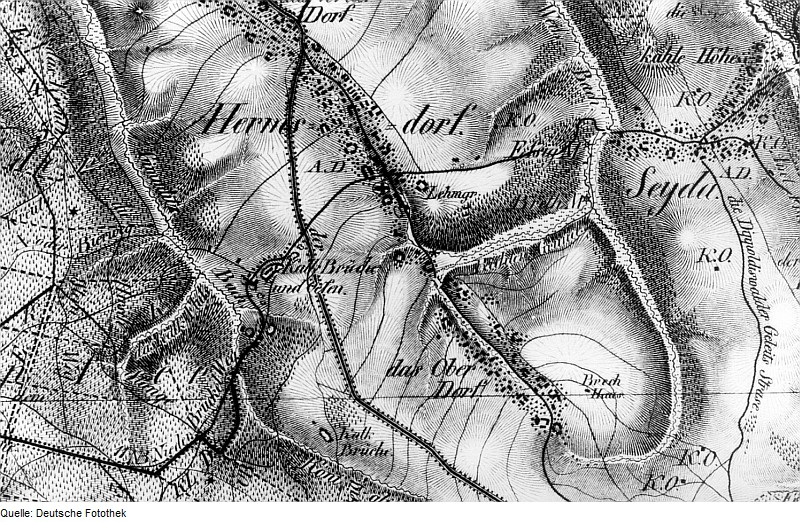
Die Kalkbrüche und -Öfen südwestlich von Hermsdorf auf einer Karte von Hermann Oberreit (1821)

Erstmals bezeugt ist der Kalksteinabbau im Jahre 1581, es gilt als wahrscheinlich, dass bereits vor diesem Zeitpunkt Kalkstein am Standort gewonnen wurde. 1647 wurde ein erster Amtskalkofen errichtet. 1809 erfolgte die Kalksteingewinnung im Fiskalischen Bruch, dem Blauen Bruch und dem Waltherbruch.
August Schumann nennt 1817 im Staats-, Post- und Zeitungslexikon von Sachsen das Kalkwerk betreffend u. a.:

„Die Flur dieses großen Dorfs Hermsdorf ist noch vorzüglich wegen der in selbiger befindlichen mächtigen Kalksteinlager und der Kalkbrennerei merkwürdig. Der Kalkstein auf der ganzen Mark Hermsdorf, nicht aber, wie es in andern geographischen Werken heißt, in sämtlichen Frauensteiner Amtsdorfschaften, ist ein Regale, und es darf niemand daselbst auf seinem Grund und Boden Kalkstein brechen oder benutzen. Es gibt hier fünf Hauptbrüche, nämlich einen auf dem Walterschen Gute, einen auf dem Liebscherschen Gute und 3 auf dem Erbgerichtsgute. In dem einen Bruche auf dem Erbgerichte, welcher bergmännisch betrieben wird, findet sich der feinste weiße Kalkstein vor, und er soll fast dem cararaschen Marmor gleichen. Auf dem Walterschen Gute, auf welchem der ergiebigste Bruch ist, wird buntfarbiger Kalkstein angetroffen, der die schönsten Blätter zu Consolen und dergleichen liefern würde, wenn man die Wässer überwältigen und mehr in die Teufe gehen wollte. Es werden alljährlich, zur Zeit der Schlittenbahne, viele rohe Kalksteine weit und breit verfahren, und es ist nicht selten, daß man daselbst an einem Wintertage gegen 200 Gespanne antrifft.
Bei der großen Betriebsamkeit in dem Feldbau wird jährlich eine außerordentliche Menge gebrannter Kalk zum Düngen verbraucht. Viele Hauswirte brennen diese rohen Kalksteine in eigenen kleinen Öfen, die man Schneller nennt, löschen den Kalk mit Wasser und streuen ihn dann auf das Feld.
Vormals gab es in Hermsdorf zwei Kalkbrennereien, nämlich die des Amtes und die des Erbrichters daselbst. Auf beiden wurden jährlich 10 bis 12.000 Tonnen Kalk abgesetzt. Die letztere gründete sich auf ertheilte Concession, bis sie im Jahre 1809 mit der Amts-Kalkbrennerei verbunden wurde. Das Ganze steht unter der Leitung des jedesmaligen Rentbeamten zu Frauenstein. […] Auf der hier durchgehenden Freiberger Landstraße wird der größte Theil der Kalksteine, des Kalks und der Hölzer vom Nassauer Revier verfahren.“

1827 wurde der erste Schachtofen errichtet, 1870 erfolgte der Umbau zu einem Rüdersdorfer Ofen. 1839 wurde ein Wasserlösungsstollen zum „Fiskalischen Bruch“ und zum „Waltherbruch“ aufgefahren. 1880 begann ausgehend vom "Fiskalischen Bruch" der Abbau im Stollenbetrieb, 1891 wurde der „Waltherbruch“ stillgelegt, 1925 begann auch dort der Stollenbetrieb. 1923 wurden die zu diesem Zeitpunkt existierenden 3 Kalkbrennöfen umgebaut und zusätzlich ein Ringofen errichtet – 1965 wurde der Ringofen stillgelegt, 1986 folgte der letzte Brennofen.

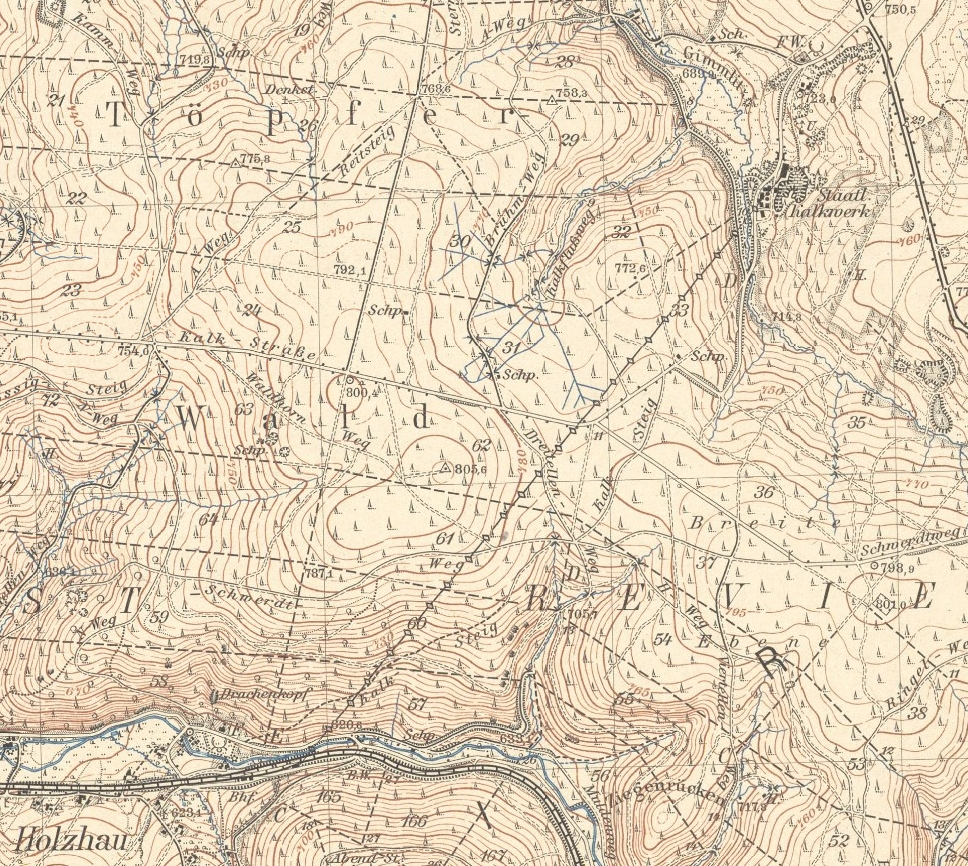
Die „Kannelbahn“ zum An- und Abtransport auf einem Kartenausschnitt von 1923

Zwischen 1924 und 1972 erfolgte der Abtransport der Produkte über eine Seilbahn („Kannelbahn“) zum Bahnhof Holzhau an der Bahnstrecke Nossen–Moldau.
Die 2664 Meter lange Bahn wurde ab 1923 von dem insbesondere im Seilbahnbau tätigen Unternehmen Adolf Bleichert & Co. errichtet und am 19. Januar 1924 in Betrieb genommen. Die Strecke zwischen Bergwerk und Bahnhof wurde mittels 19 hölzernen Masten überbrückt, diese Masten waren zwischen 8 und 18 ½ Meter hoch. Die größte freie Länge war zwischen Mast 19 und der Station am Bahnhof. Dort waren mehr als 258 Meter zu überbrücken. Am höchsten Punkt der Bahn, nahe dem Drachenkopf, hatte das Seil eine Höhe von 799 Metern.
In den Gondeln konnten 90 kg Kalk in Richtung Bahnhof abtransportiert und gleichzeitig 60 kg Kohle Richtung Kalkwerk befördert werden. In einer Stunde konnten 71 Gondeln be- bzw. entladen werden. Die Geschwindigkeit betrug etwa 2 m/s. Pro Tag wurden 50 Tonnen Kalk und 30 Tonnen Kohle transportiert.
1990 kam das Werk zur „Erzgebirgischen Kalkwerke GmbH“ mit Sitz in Oberscheibe, letzteres unter Verwaltung der Treuhandanstalt. 1992 wurde es Betriebsteil der „GEOMIN Erzgebirgische Kalkwerke GmbH“ mit Sitz in Lengefeld. Die Gesellschaft betreibt auch die Kalkwerke in Lengefeld (Einstellung der Förderung Ende 2015) und in Hammerunterwiesenthal.
Nach der Übernahme durch GEOMIN wurden die technischen Anlagen modernisiert und ausgebaut. Ab 2005 wurden neue Lagerstättenbereiche außerhalb des zentralen Grubenfeldes erschlossen. Die Betreibergesellschaft GEOMIN gab im Sommer 2016 bekannt, dass die Förderung Ende 2016 aufgrund der Erschöpfung der Vorräte eingestellt wird. In Hermsdorf wurden 2013 noch ca. 60.000 Tonnen Marmor gefördert, 2015 waren es noch ca. 30.000 Tonnen. Die am Standort vorhandenen Aufbereitungsanlagen sollen aber noch in Betrieb bleiben und den in Hammerunterwiesenthal geförderten Marmor weiter verarbeiten. Parallel laufen Verfüllungs- und Altlastensanierungsarbeiten.

## Nutzung
Von Beginn an wurde der hier gewonnene Kalk als Dünge- und Baukalk genutzt, daneben auch seit dem 20. Jahrhundert aufgrund seiner Reinheit bevorzugt in der chemischen sowie der Lack- und Farbenindustrie. Nach Erwerb des Werkes durch die „GEOMIN Erzgebirgische Kalkwerke GmbH“ wurden hochreine Füllstoffe für die Bauchemie, Farben- und chemische Industrie, sowie Marmorsplit und Zierkiese für Garten- und Landschaftsbau ins Produktsortiment aufgenommen.